# Néa Lámpsakos
Néa Lámpsakos, en grec moderne : Νέα Λάμψακος, ou Nouvelle-Lampsaque, est un village côtier de l'île d'Eubée, en Grèce.
Selon le recensement de 2011, la population du village compte 2 196 habitants.